# Toeloop
Toeloop (IPA: [ˈtuːluːp], anhörenⓘ oder englisch [ˈtoːluːp], anhörenⓘ; übersetzt in etwa ‚Zehenschleife‘) bezeichnet einen speziellen Drehsprung beim Eiskunstlauf und beim Rollkunstlauf. Die Läufer springen dabei in die Luft und drehen sich ein- bis mehrfach um die eigene Körperachse, um anschließend wieder sicher auf einem Bein zu landen. Die Bewegung des Toeloops ist der Pirouette im Ballett sehr ähnlich.

## Ausführung
Um einen Toeloop ausführen zu können, muss der Eiskunstläufer das linke Bein (Sprungbein) weit und gerade nach hinten ausstrecken. Nach einem sogenannten Einwärts-Dreier tippt er mit der linken Zacke am langgestreckten Bein nach hinten ins Eis und zieht dabei den linken Arm nach. Während der Eisläufer das gebeugte rechte Bein heranzieht, um Schwung zu holen, springt er von der linken Zacke ab und dreht sich gegen den Uhrzeigersinn einmal oder, je nach Geschwindigkeit und Schwungkraft, mehrmals um sich selbst, um abschließend wieder auf der Außenkante der rechten Kufe zu landen.
Beim Paarlauf, wenn also zwei Eiskunstläufer zusammen laufen, kann ein sogenannter „geworfener Toeloop“ ausgeführt werden: Einer der beiden nimmt seinen Partner an den Händen und hebt ihn beim Absprung an.

## Geschichte
Der Toeloop wurde in den 1920er Jahren von Bruce Mapes, einem US-amerikanischen Profi-Eisläufer erfunden. Der erste Eisläufer, der in einem Wettbewerb einen Dreifach-Toeloop sprang und stand, war Thomas Litz in der Eiskunstlauf-Weltmeisterschaft 1964. Den ersten Vierfach-Toeloop stand der Kanadier Kurt Browning in der Weltmeisterschaft am 25. März 1988 – es war im Eiskunstlauf zugleich der erste Vierfachsprung in einem Wettbewerb überhaupt und brachte Browning einen Eintrag im Guinness-Buch der Rekorde.
Ilja Klimkin war 1999 bei der Nebelhorn-Trophy in Oberstdorf der erste Eiskunstläufer, der mit einem Salchow und einem Toeloop zwei verschiedene Vierfachsprünge in einem Programm zeigte. Jewgeni Pljuschtschenko sprang 2002 beim Cup of Russia als erster Eiskunstläufer die Kombination Vierfach-Toeloop/Dreifach-Toeloop/Dreifach-Toeloop.